# Rhamphomyia speighti
Rhamphomyia speighti är en tvåvingeart som beskrevs av Bartak 2006. Rhamphomyia speighti ingår i släktet Rhamphomyia och familjen dansflugor.
Artens utbredningsområde är Frankrike. Inga underarter finns listade i Catalogue of Life.